# Ouragan Katrina
Ne doit pas être confondu avec Cyclone Catarina.
Pour les articles homonymes, voir Katrina.
L’ouragan Katrina, de la saison cyclonique 2005 dans l'océan Atlantique nord, est l'un des ouragans les plus puissants de l'histoire des États-Unis et l'un des six ouragans les plus forts jamais enregistrés. Environ 1 836 personnes sont mortes, victimes de l'ouragan et des très fortes inondations, faisant de Katrina l'ouragan le plus meurtrier depuis Mitch en 1998. Les dégâts ont été estimés à plus de 108 milliards de dollars (2005), soit environ le quadruple de ceux causés par Andrew en 1992,.
Cet ouragan est l’un des plus étendus (rayon de plus de 650 km dont 190 de vents de force cyclonique et 340 de tempête tropicale). Il a atteint les côtes à proximité de La Nouvelle-Orléans et de Biloxi le 29 août 2005 vers 11 h (heure locale) évitant partiellement la ville de La Nouvelle-Orléans en bifurquant au dernier moment vers l’est. Son œil a eu une largeur de 40 kilomètres et ses vents ont pu atteindre 280 km/h,. L’évacuation de la ville a été tentée en raison des risques de submersion d’une partie de celle-ci, bâtie sous le niveau de la mer. Au large, des vagues de 11 mètres ont pu être observées. Le 28 au soir, Katrina avait déjà fait neuf morts. Après son passage, plusieurs États des États-Unis se sont retrouvés sous les eaux. Katrina a ainsi amené la désolation sur La Nouvelle-Orléans et toute la Louisiane. L’administration Bush a été fortement critiquée pour la lenteur de sa réaction face à cette catastrophe. 

## Évolution météorologique

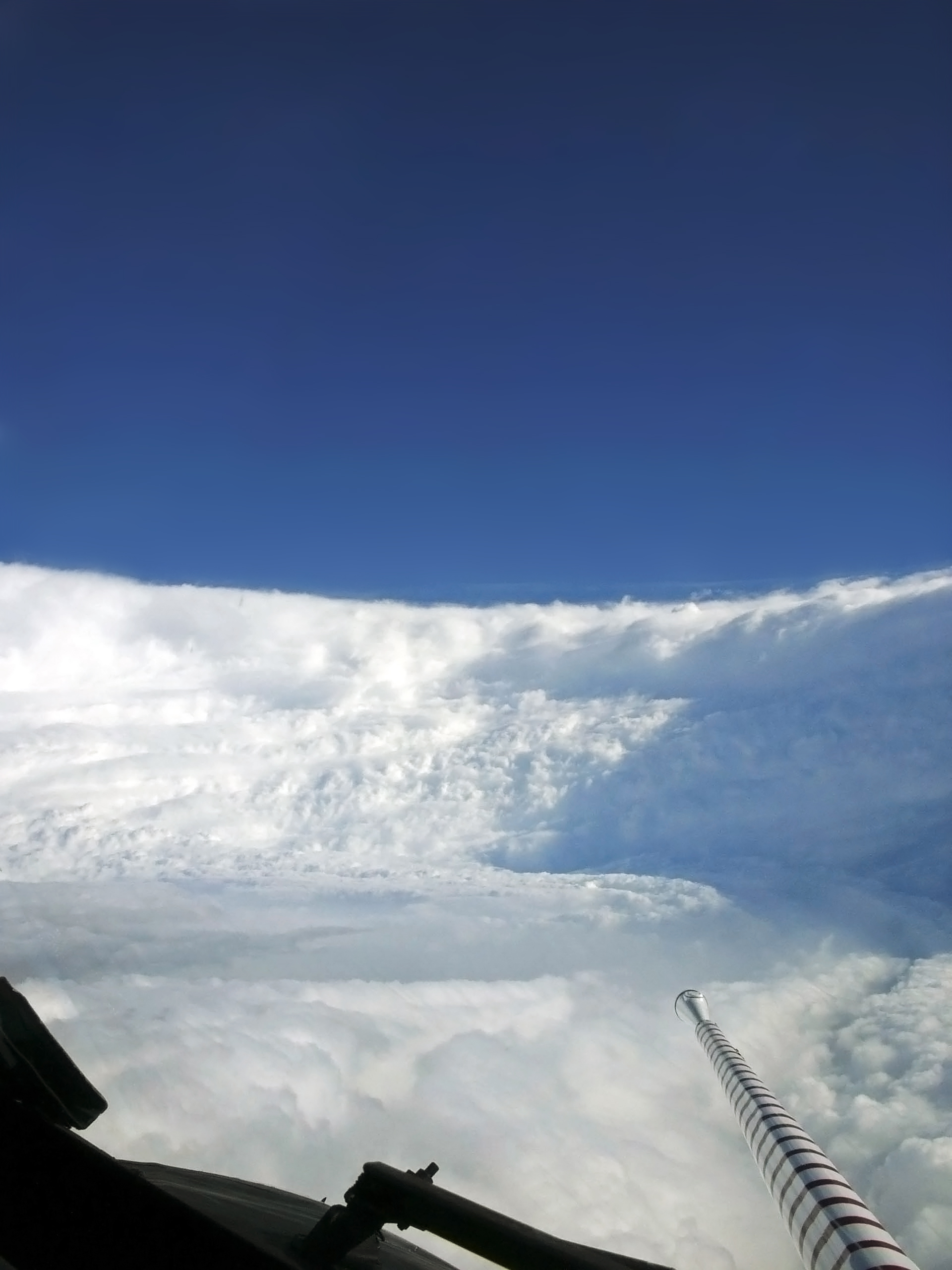
Vue du mur de l'œil de l'ouragan Katrina prise le 28 août 2005 juste avant l'arrivée à La Nouvelle-Orléans.

L'ouragan débute comme une dépression tropicale sur les Bahamas le 23 août sous l'effet combiné d'une onde tropicale et de l'interaction avec les restes de la dépression tropicale Dix. Le National Hurricane Center l'a d'abord considérée comme une réactivation de la dépression Dix, avant d'en faire la 12e de l’année et donc de la nommer Douze. Ce système devint ensuite la 4e tempête tropicale de l’année le 25 août sous le nom de Katrina qui toucha brièvement le Sud de la Floride ce même jour, au statut d'ouragan de catégorie 1.
Après la Floride, la tempête se régénère dans les eaux du golfe du Mexique le 26 août et se creuse à 971 hPa, ce qui la fait passer à la catégorie 2 de l’échelle de Saffir-Simpson. Le 27 août, Katrina passe en ouragan de catégorie 3 sur la même échelle, devenant ainsi le troisième ouragan majeur de la saison. Il s'intensifie ensuite très rapidement et passe d'ouragan à la catégorie 5 en seulement neuf heures. Katrina a été temporairement le plus intense jamais enregistré dans le golfe du Mexique, fait surpassé par Rita. L'ouragan Wilma l'a aussi dépassé en intensité sur l'Atlantique nord plus tard durant la saison.
Katrina s'est affaibli ensuite et a touché la côte de la Louisiane à 11 h 10 UTC le 29 août avec une intensité de catégorie 3 (vents de 200 km/h) près de Buras-Triumph. À ce moment, les vents de force d'ouragan s'étendaient jusqu'à 90 km du centre et sa pression centrale était de 920 hPa. En traversant le sud-est de la Louisiane, Katrina est resté temporairement en mer sur le détroit Breton puis est définitivement entré dans les terres à la frontière entre la Louisiane et le Mississippi. À plus de 240 km de la côte, près de Meridian (Mississippi), l'ouragan s'est finalement mis à décliner et est devenu une dépression tropicale près de Clarksville (Tennessee).
Le 31 août, Katrina a finalement effectué sa transition en un cyclone extratropical près des Grands Lacs et à frappé l'Est du Canada,. Elle a déversé des quantités d’eau de l’ordre de 50 à 110 mm sur le Québec en 12 heures ainsi que plusieurs rafales de vent allant de 50 à 98 km/h. Dans la région du Saguenay et de la Côte-Nord, plusieurs routes ont été emportées par les eaux et certains tronçons de la route 138 ont été emportés, coupant la Côte-Nord du reste du Québec, ce qui a grandement compliqué l’approvisionnement en nourriture et en essence.

## Préparatifs
Ce n'est que deux jours avant l'arrivée de l'ouragan, soit le 26 août 2005, et après un coup de téléphone du président George W. Bush, que Kathleen Blanco ordonne l'évacuation volontaire des régions côtières du Sud de la Louisiane en plein sur la trajectoire de l'ouragan. Elle n'organise cependant pas de plan d'évacuation et refuse de « fédéraliser » la Garde nationale de l'État de Louisiane, ce qui équivalait à se dessaisir de son commandement.

### La Nouvelle-Orléans
Certains secteurs de La Nouvelle-Orléans sont jusqu’à 6 mètres sous le niveau de la mer, zones dans lesquelles les eaux de pluie sont pompées puis rejetées à la mer. Des digues de 4 mètres de haut protègent la ville, mais la hausse possible du niveau de la mer due à Katrina pourrait atteindre 6 mètres. Et si l’ouragan passait comme prévu à l’est, les eaux du lac Pontchartrain pourraient également envahir la ville. L'évacuation volontaire décrétée par la gouverneure met en branle le plan régional pour la ville et les paroisses civiles environnantes de Jefferson et Saint-Charles le 26 août. Le flot de trafic sur les autoroutes est ainsi mis à sens unique en direction de l'intérieur de l'État, s'éloignant des côtes, et le journal de La Nouvelle-Orléans rapporte que le maire Ray Nagin met tout en œuvre pour faciliter le départ des citoyens mais ne décrète pas encore une évacuation obligatoire parce que son administration a peur d'une poursuite de la part des hôtels et autres commerces.
Devant les risques de submersion et d’inondations graves, et après avoir reçu un appel personnel du directeur du National Hurricane Center, le maire Ray Nagin se décide enfin à ordonner l’évacuation obligatoire de la ville à 9 h 30 locale le 28 août et établit des refuges de dernier ressort pour les personnes qui ne pourraient évacuer la ville, dont la salle de sport du Louisiana Superdome, déjà utilisée en 1998 lors de l’ouragan Georges,.
Le 28 août, la National Oceanic and Atmospheric Administration prédit des dommages catastrophiques sur la ville, pouvant aller jusqu’à la destruction partielle ou totale de la moitié des habitations et des dégâts importants, qui pourraient rendre la ville inhabitable pour plusieurs semaines, notamment si des déchets des raffineries de pétrole proches venaient la polluer.

## Impact
| Louisiane                                                              | 1 577* |
| Mississippi                                                            | 238    |
| Floride                                                                | 14     |
| Alabama                                                                | 2      |
| Géorgie                                                                | 2      |
| Ohio                                                                   | 2      |
| Kentucky                                                               | 1      |
| Total                                                                  | 1 836  |
| Disparus                                                               | 135    |
| * Incluant le nombre d'évacués hors de l'État comptés par la Louisiane |        |

Comme pour toute catastrophe d’envergure, le bilan des victimes est donné à titre indicatif, les chiffres étant des estimations globales certainement inexactes. Une distinction est établie entre les États-Unis, pays directement touché par la catastrophe, et les pays ayant perdu des ressortissants présents dans ce pays juste au moment du drame.
Bilan du 22 septembre 2005 : au moins 141 500 sinistrés restent hébergés dans des centres et foyers d’accueil mis en place dans au moins 18 États et à Washington. Plus d’un million de Louisianais pourraient avoir été déplacés par la catastrophe. Plus de 200 050 foyers pourraient être relogés par les pouvoirs publics durant près de cinq ans.
Le bilan humain est lourd : 1836 personnes décédées le jour du passage de Katrina (premier ravage vers 11 heures) et 135 disparus,.

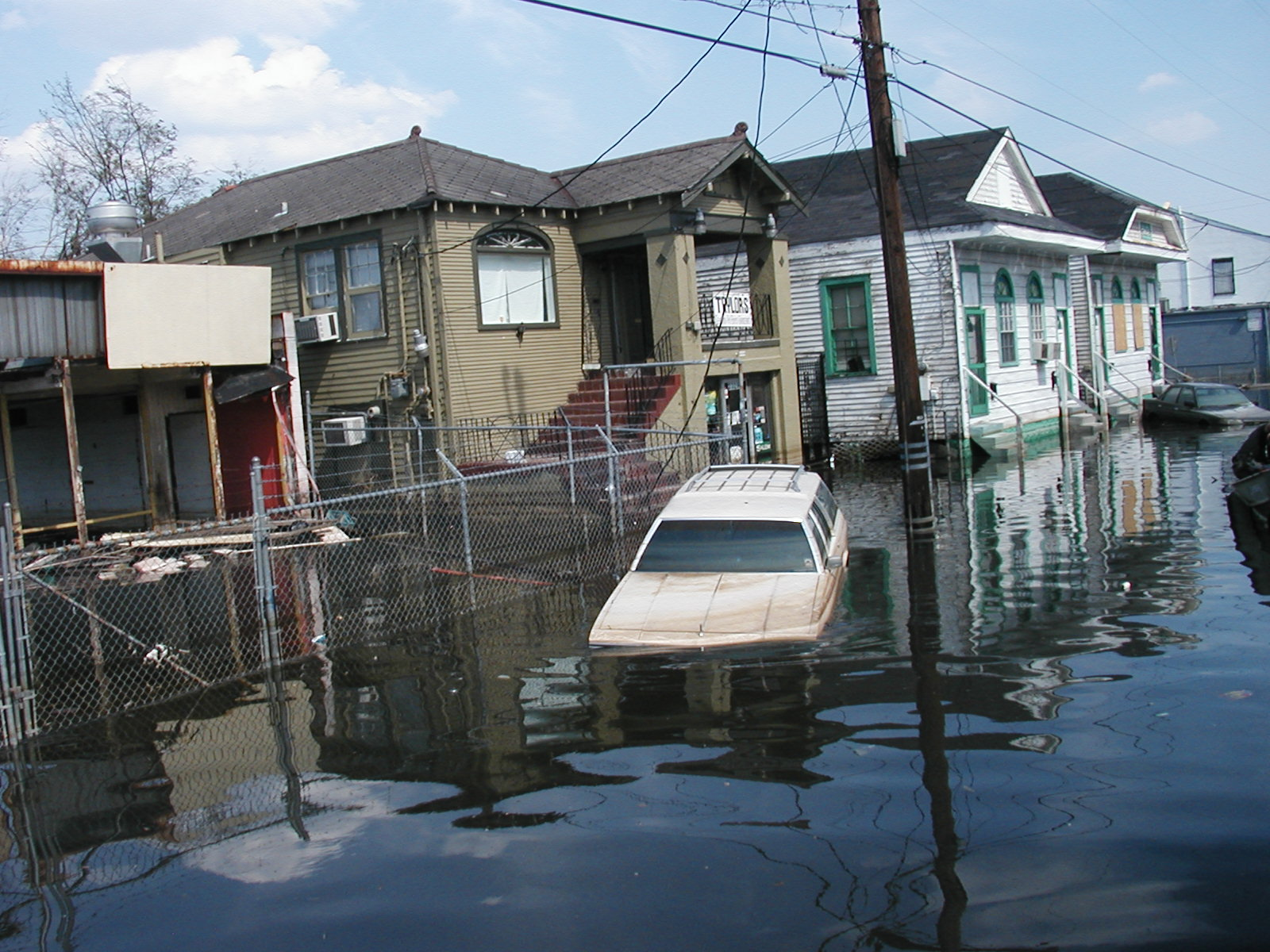
Un quartier de La Nouvelle-Orléans.
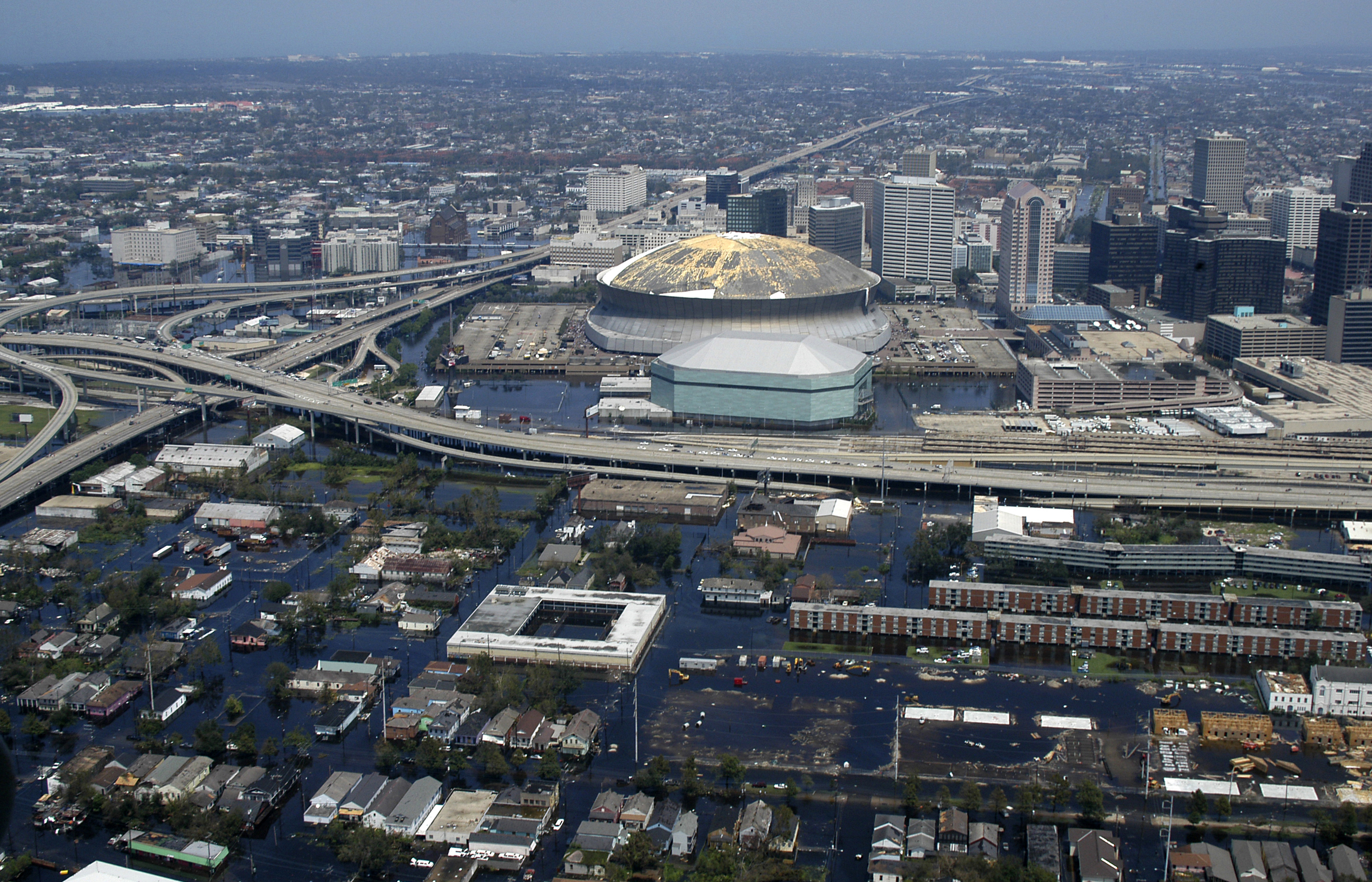
Le secteur du Superdome inondé au 31 août 2005.
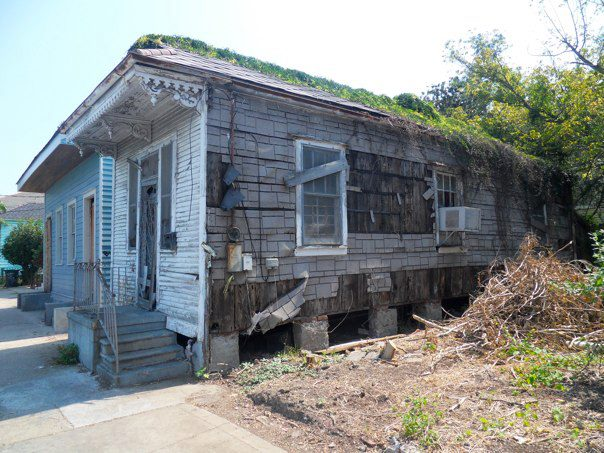
Maison sinistrée dans le faubourg Marigny.
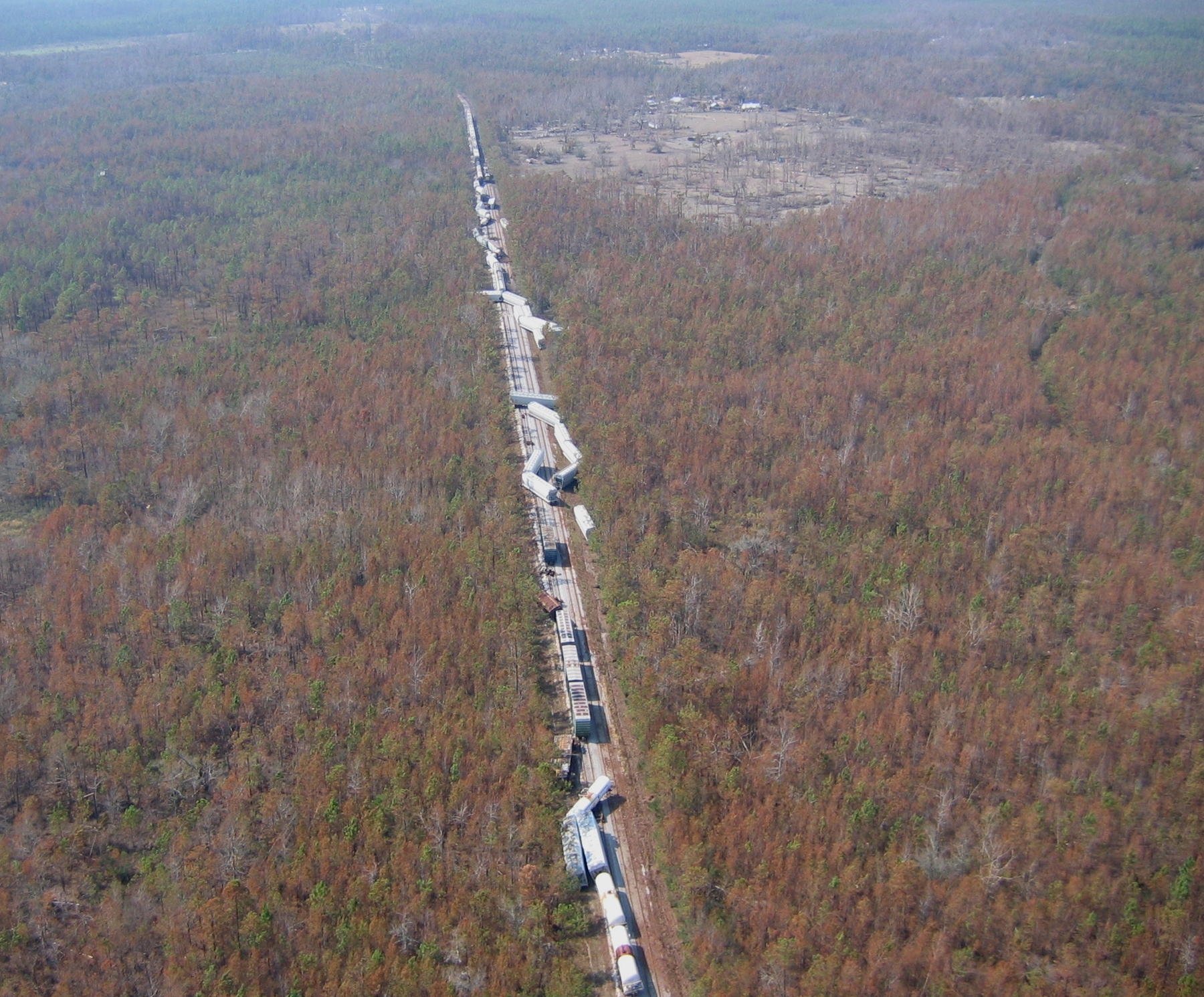
Train de marchandises accidenté, près de Waveland (Mississippi).

## Conséquences

### Économie
L’ouragan Katrina a déjà eu un impact économique significatif mais d’autres sur la durée sont encore prévus. La plupart des experts s’accordent à penser que Katrina sera la plus coûteuse catastrophe naturelle de l’histoire des États-Unis.
Le 15 février 2006, face aux critiques et aux manifestations, l’administration Bush a annoncé qu’elle demanderait au congrès une rallonge de 4,2 milliards de dollars pour indemniser les victimes des ouragans Katrina et Rita. Cette somme devrait donc s’ajouter aux 7,7 milliards déjà accordés en 2005.

### Gouvernement

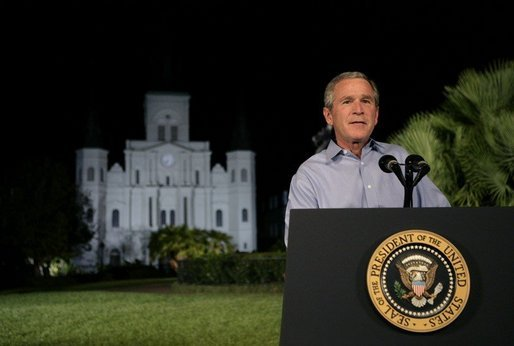
Le président Bush à Jackson Square (l’ancienne place d’Armes), La Nouvelle-Orléans, septembre 2005.

L’administration Bush fut fortement critiquée pour la lenteur de sa réaction face à cette catastrophe naturelle. Les sinistrés attendirent plus de 48 heures que les premiers secours arrivent et l’évacuation des victimes s’étendit jusqu’au 5 septembre 2005. Une photo crée ainsi un scandale médiatique : le président Bush est vu dans l’avion survolant et observant à travers le hublot la Louisiane détruite par l’ouragan Katrina sans jamais y atterrir, semblant comme déconnecté de la réalité. Ceci mena à la chute de la cote de popularité de George W. Bush.
Le maire de la Nouvelle-Orléans, Ray Nagin, et la gouverneure Kathleen Blanco sont aussi largement critiqués. Bien que les deux aient été prévenus 56 heures avant l’arrivée de l’ouragan Katrina sur les côtes, ils n'ont ordonné l’évacuation obligatoire de la ville que 37 heures plus tard, soit 19 heures avant l’arrivée de l’ouragan, un laps de temps trop court pour un tel mouvement de population. Ce délai et les décisions de certains individus ont mené à une évacuation incomplète qui à son tour causa des décès évitables, une grande souffrance et davantage de retard en aide.
À la suite des cafouillages dans l'évacuation et l'arrivée des secours, le 9 septembre 2005, la gestion du dossier Katrina fut retirée à Michael D. Brown (en), le directeur de la FEMA (Federal Emergency Management Agency), l’agence chargée de superviser les situations d’urgence aux États-Unis. Le directeur de la FEMA fut remplacé par son numéro deux, le vice-amiral Thad W. Allen (en) qui supervisait jusque-là les opérations de secours à La Nouvelle-Orléans. Cette décision fut annoncée officiellement le 12 septembre par le secrétaire à la Sécurité intérieure, Michael Chertoff, moins d’une heure après que le porte-parole de la Maison-Blanche, Scott McClellan, eut affirmé qu’une démission de Brown n’était pas à l’ordre du jour.
Le 15 septembre 2005, le président George W. Bush reconnut que le gouvernement n’avait pas été à la hauteur de la tragédie causée par Katrina et demanda la révision des plans d’urgence pour les métropoles américaines.
La gouverneure démocrate de Louisiane Kathleen Blanco ne se représentera aux élections suivantes de 2007 à cause de son impopularité due à sa mauvaise gestion de la crise.

### Police

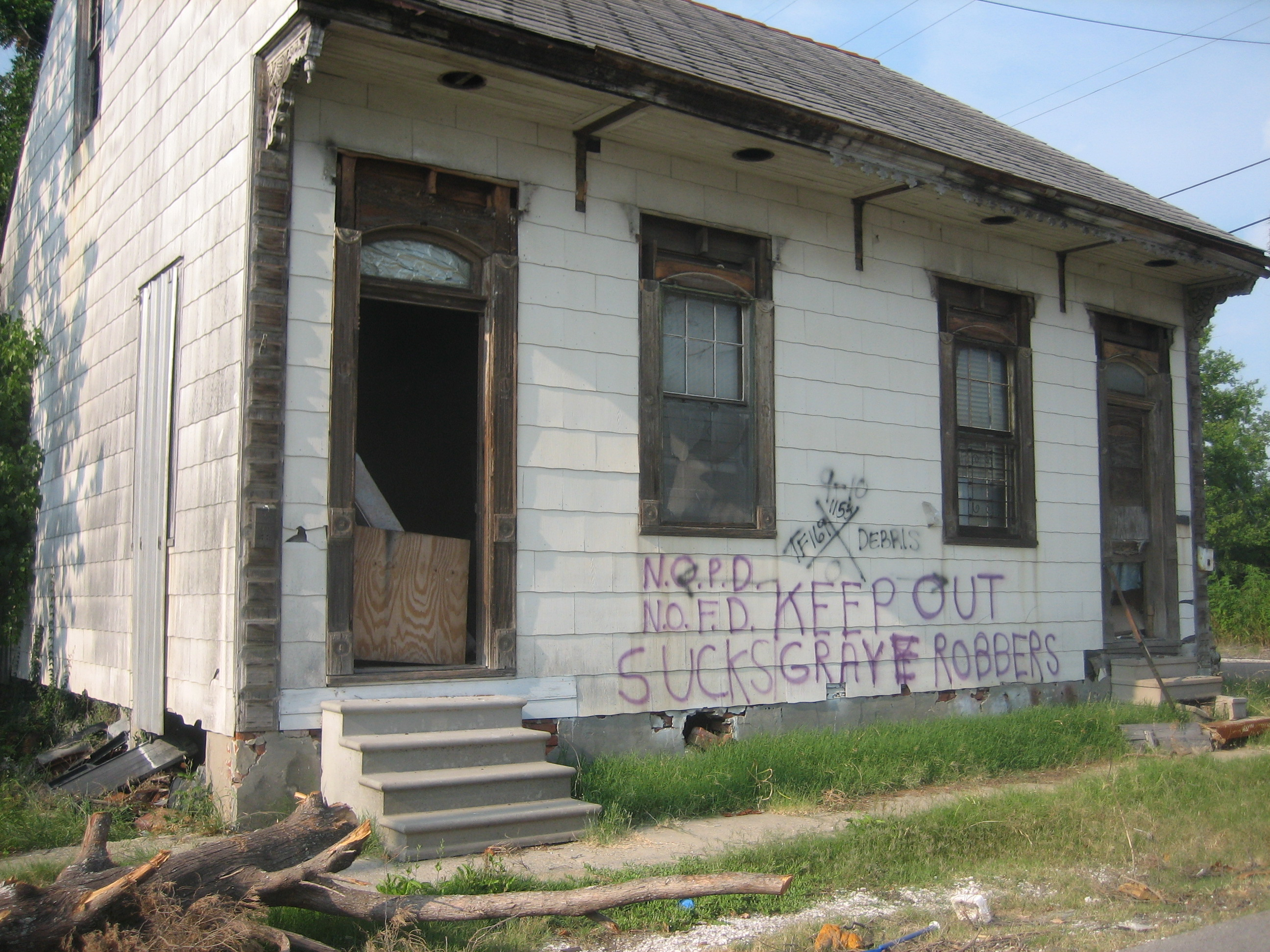
Graffiti représentatif de l'impopularité du NOPD sur une maison du Lower Ninth Ward, l'un des quartiers les plus dévastés par l'ouragan. Il est écrit : « NOPD sucks » (« le NOPD craint ») et « Keep out Grave robbers » (« Pilleurs de tombe, dehors ! »).

Le New Orleans Police Department fut discrédité par des centaines d'abandons de poste (près d'un tiers des effectifs) et par sa tentative de couvrir une « bavure », celle des Danziger Bridge Shootings du 4 septembre 2005. Plusieurs policiers — certains armés de fusils d'assaut — ont alors tiré sur des civils désarmés, dont plusieurs membres d'une même famille noire, un adolescent et un handicapé mental tué par une balle tirée dans le dos alors qu'il s'enfuyait.
Plusieurs policiers furent inculpés en 2007 dans le cadre de cette affaire, mais les accusations furent abandonnées par vice de procédure après la démission de l'attorney general Eddie Jordan (en), un démocrate et premier Afro-Américain à obtenir ce poste, étant accusé d'avoir arbitrairement remplacé une quarantaine de fonctionnaires blancs par des noirs. L'affaire fut cependant relancée, et en juillet 2010, quatre policiers en activité et deux ex-policiers furent accusés d'homicide au premier degré et d'obstruction à la justice, quatre d'entre eux risquant la peine de mort. Deux inspecteurs chargés de l'enquête risquaient respectivement 70 et 120 ans de prison.

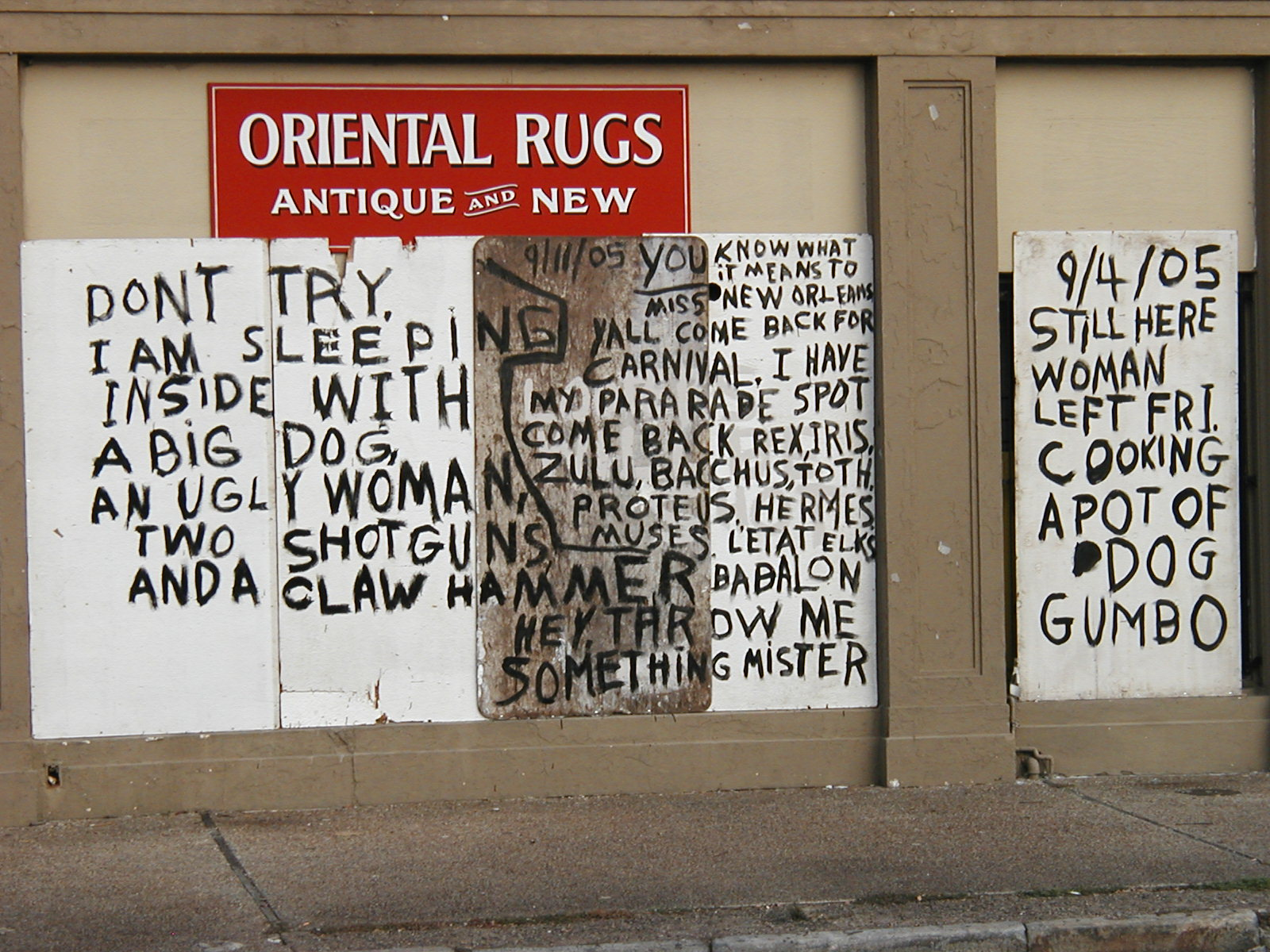
Tags sur un magasin.

L'affaire de Danziger devint le symbole de l'incompétence et de la violence, voire du racisme, de la police de La Nouvelle-Orléans et de son incurie face à l'ouragan Katrina, étant la plus représentative d'au moins huit affaires, dont le meurtre d'un homme de 31 ans, Henry Glover, dans lesquelles des policiers sont inculpés pour violences lors de ce sinistre. Fox News a consacré une série à ces événements, intitulée K-Ville.
Lors de son investiture, en mai 2010, en tant que nouveau maire, le démocrate Mitch Landrieu qualifia la police de La Nouvelle-Orléans de « l'une des pires du pays » et demanda officiellement à l'administration fédérale d'intervenir afin de s'occuper de la corruption et de l'incompétence du département, sujet à d'innombrables accusations de racisme.

### Ethniques et sociales
La couverture médiatique montra que ce sont les citoyens issus de la pauvreté, majoritairement afro-américains, qui furent le plus atteints. Certains suggèrent que si la population avait été majoritairement caucasienne, la réponse face à l’ouragan n’aurait pas été aussi lente et la prévention aurait été meilleure.
Au 1er mars 2006, 1 293 corps avaient été retrouvés par le département de la santé de Louisiane et, sur les 853 victimes rendues à leurs familles à cette date, ont été dénombrées 421 d'origine afro-américaine (53 % du total), 6 d'origine asiatique / pacifique (<1 %), 334 Blancs (39 %), 18 Hispaniques (2 %), 4 Amérindiens (<1 %), 5 d'origine autre que les précédentes citées (<1 %) et 35 d'origine inconnue (5 %). Selon le journal L'Express, qui cite l’agence Reuters, à Biloxi, « haut lieu des jeux d’argent », qui a pendant près de dix ans fait figure de véritable carrefour pour les déshérités du Mississippi venus chercher un travail dans l’hôtellerie ou les casinos, « beaucoup n’ont pas eu les moyens de s’enfuir », selon Alan LeBreton, un concierge de 41 ans qui vivait sur le front de mer.
Les habitants les plus aisés, anticipant les consignes officielles, ont pour la plupart gagné le Nord du Mississippi et les États voisins d’Alabama et de Géorgie, s’entassant dans les motels et vidant les stations-services et les supérettes de leurs dernières réserves. Mais leurs concitoyens les plus pauvres ne possèdent pas de voiture ou ne peuvent s’offrir une nuit d’hôtel. « On ne pouvait pas faire ça, c’était impossible », dit Willie Rhetta, chauffeur de bus contraint de rester à Biloxi en attendant Katrina.
Le photographe américain Stanley Greene, explique : « Comme par hasard, dans les quartiers blancs, les supermarchés ont été ouverts aux gens, par solidarité. Dans les quartiers noirs, on a mis des gardes pour les empêcher de rentrer ! […] Le but n’est pas de faire revenir les gens, mais de faire de La Nouvelle-Orléans une ville blanche et lucrative. […]
Des investisseurs recherchent partout les propriétaires des maisons détruites. Qu’ils rachètent pour 10 000 dollars. Katrina est la plus grande opération de spoliation de tous les temps. »
Persuadés d’avoir été laissés en première ligne face à une catastrophe qualifiée d’« historique » par George Bush, nombre d’habitants manifestent leur colère — une tension qui pourrait expliquer en partie le pillage sur-médiatisé des quartiers huppés, sur l'initiative, entre autres, du maire noir Ray Nagin, et qui a dissimulé le nombre important de violences et de meurtres racistes commis par des milices blanches, par exemple à Algiers Point (en) dans le quartier de même nom (en).
L’administration a également été accusée de répandre des préjugés et des informations fausses concernant la population touchée par l’ouragan. Le maire Nagin a répété dans une entrevue avec Oprah Winfrey des rumeurs concernant des gangs armés qui commettent des viols et des meurtres, que les investigateurs de la Maison-Blanche ont révélé être fausses.
Le Mississippi, berceau du blues et de la ségrégation, était en 2004 le deuxième État le plus pauvre des États-Unis. Quelque 21,6 % de ses habitants vivent en dessous du seuil de pauvreté et les divisions ethniques recoupent souvent les clivages sociaux. Pour beaucoup de victimes de Katrina, l’origine des difficultés logistiques autour de cette catastrophe est étroitement liée à la discrimination raciale[réf. nécessaire].
Le révérend Jesse Jackson, défenseur de la cause noire aux États-Unis, rappelle [Quand ?] que plus de 120 000 personnes touchent moins de 8 000 USD par an, majoritairement des populations noires, n’ont pas d’accès à des véhicules privés, et une partie est trop âgée ou malade pour pouvoir fuir. Et dit que le budget utilisé pour la guerre en Irak aurait été plus utile à aider à construire des protections à La Nouvelle-Orléans[réf. nécessaire].

## Réactions

### États-Unis

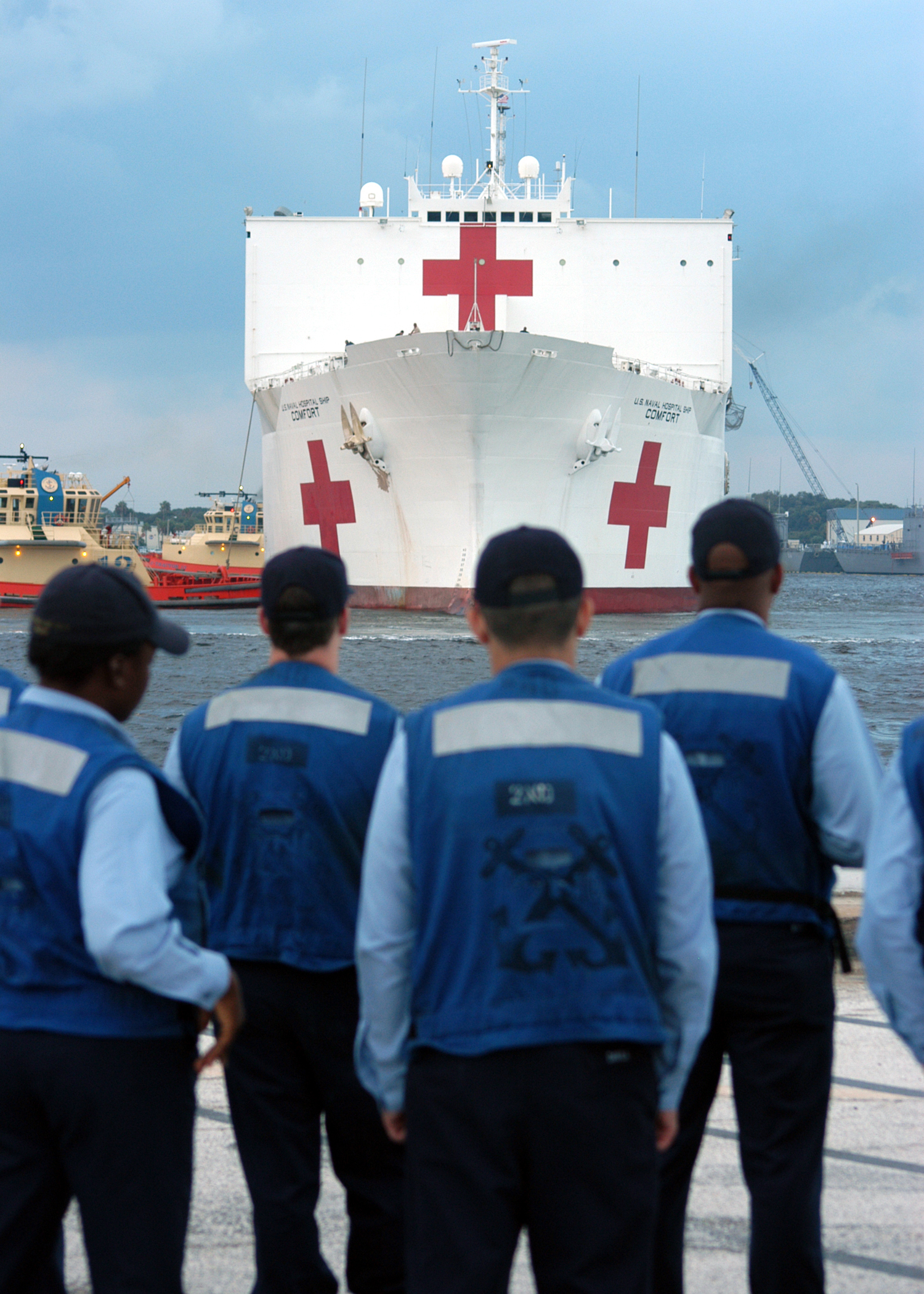
Navire-hôpital USNS Comfort arrivant sur les zones sinistrées.

Sur le plan de la communication, les journalistes doivent se déplacer sur le terrain pour recueillir de l’information sur la situation et le grand public reçoit de l’information uniquement à travers les images et les articles publiés par les journalistes. Les lignes téléphoniques fixes et cellulaires sont très peu efficaces et par conséquent les sinistrés sont incapables de communiquer entre eux ou de demander de l’aide aux autorités. Quelques médias ont reçu des critiques pour avoir fait une couverture médiocre de la dévastation. La couverture des conditions de vie dans le super-dome de la Nouvelle-Orléans qui a servi d’abri pour des milliers de sinistrés est particulièrement critiquée. La communication politique ne peut pas être gérée[pourquoi ?] par les chargés médiatiques de l'administration, les images proviennent principalement du public, les médias ne peuvent donc pas les contrôler[Passage contradictoire]. Il y avait une décentralisation de l’information et des nouvelles qui provenaient de plusieurs sources très diverses. Les événements ainsi que les réactions sociales sont expliqués de façon différente d’un média à l’autre.

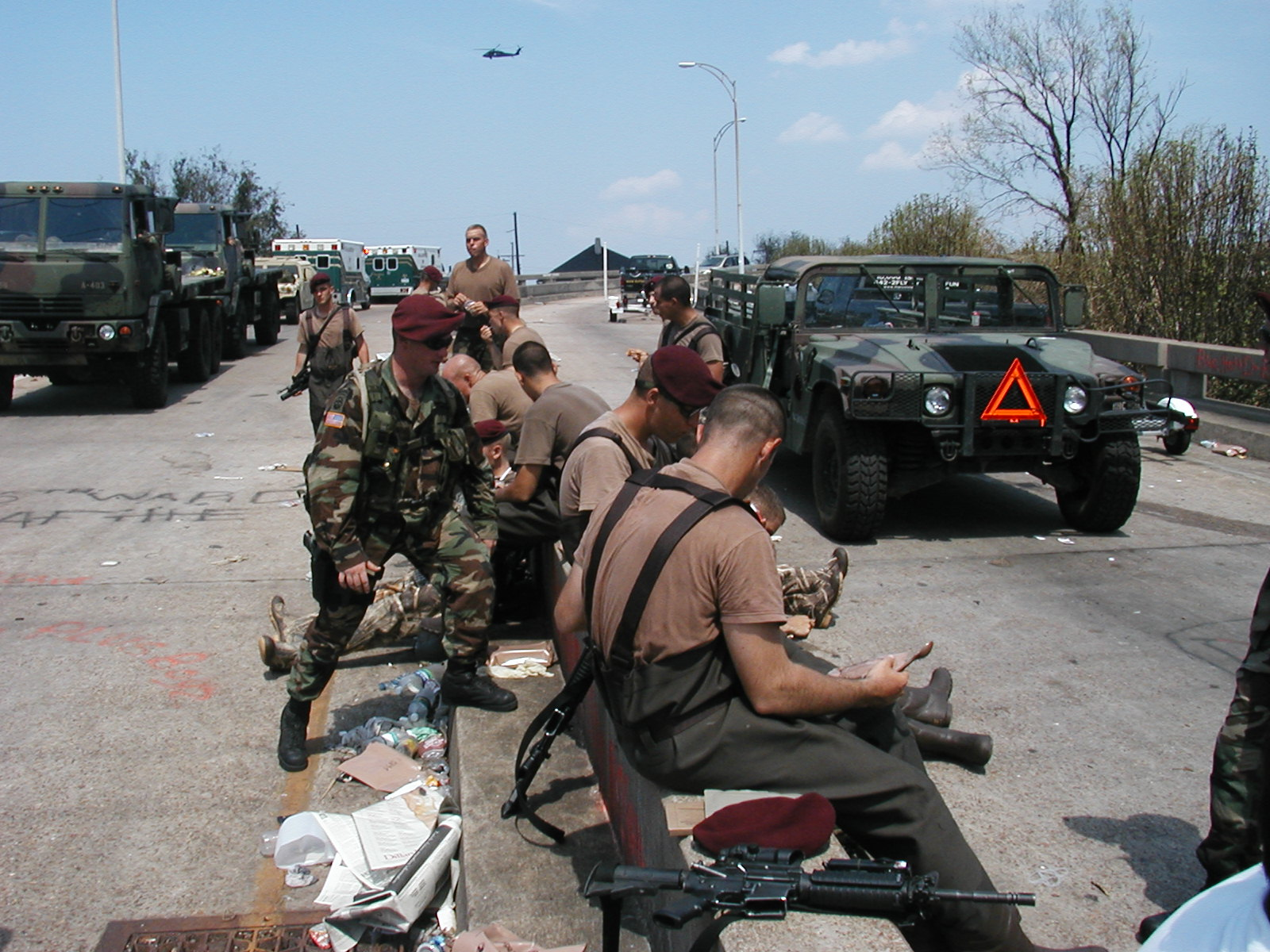
Militaires américains en pause lors des opérations de secours.

Après le chaos en Louisiane, l'organisation texane était presque une bénédiction. Près de deux cent cinquante mille « réfugiés » furent hébergés dans l'Astrodome, des abris, des motels… Les ONG et les églises se mobilisèrent, Bill White, le maire démocrate, a vite appelé l'association des propriétaires pour identifier quarante-quatre mille appartements vides, y loger les familles, puis servir d'intermédiaire avec la Fema (Federal Emergency Management Agency), l'organisme fédéral qui payait les loyers et distribua (très lentement et par étapes) quatorze mille dollars à ceux qui avaient tout perdu. D’après le Los Angeles Times et le New York Times du 1er septembre 2005, les diverses associations américaines avaient collecté des sommes importantes (plus de 100 millions de dollars le 31 août 2005). Par exemple, la Croix-Rouge annonce avoir reçu plus de 71 millions de dollars pour les victimes de l’ouragan. L’Armée du salut a bénéficié à cette date de plus de 13 millions de dollars, dont 1 million offert par l’entreprise Walmart. À Duluth dans le Minnesota, le maire a demandé à chacun de ses 87 000 administrés de donner chacun 10 dollars pour rassembler un million de dollars dans la semaine. Les firmes Chevron, Dow Chemical et Exxon ont déjà signé des chèques de plusieurs millions de dollars.
Les stars du cinéma et de la chanson américaine ont mis leur notoriété au profit des victimes de l’ouragan : Julia Roberts, Oprah Winfrey, Paul Simon, Sean Penn étaient sur le terrain dès les premiers jours qui ont suivi la catastrophe. Céline Dion et Steven Spielberg ont donné de l’argent. Le 9 septembre, presque toutes les chaînes télévisées ont diffusé dans la soirée en même temps une émission spéciale baptisée Shelter from the Storm en référence à la chanson de Bob Dylan. Les acteurs Cameron Diaz, Bruce Willis ou Jack Nicholson prenaient les appels téléphoniques et répertoriaient les dons en faveur des associations humanitaires. Mariah Carey, Mary J. Blige, Alicia Keys, Bono, Neil Young ont chanté au cours de ce show. Le 11 septembre 2005, la Croix-Rouge américaine hébergeait 160 000 réfugiés dans 675 abris.

### Réponses internationales

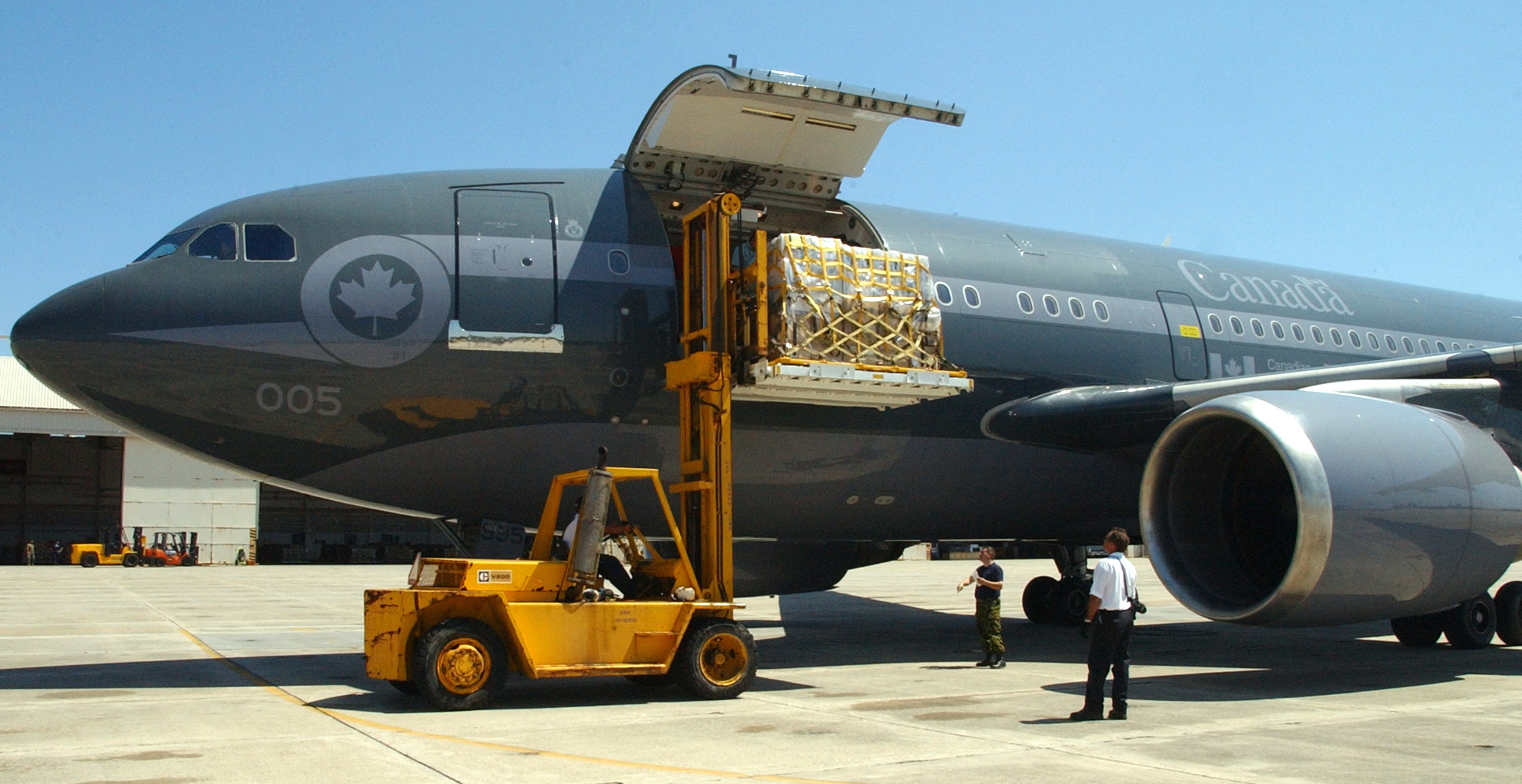
L’US Navy déchargeant des aides en provenance du Canada par le biais des transports de l'Aviation royale canadienne.

Le département d’État américain a annoncé que des propositions d’aide étaient arrivées du Canada, de la Russie, du Japon, de la France, de l’Allemagne, du Royaume-Uni, de la Chine, de l’Australie, de la Jamaïque, du Honduras, du Venezuela, de l’Otan, de Cuba, des Pays-Bas, de la Suisse, de la Grèce, de la République dominicaine, du Salvador, du Mexique, d’Israël, de Corée du Sud et des Émirats arabes unis. Des États et organisations internationales ont annoncé leur intention d’aider financièrement et logistiquement les États-Unis dans cette épreuve.

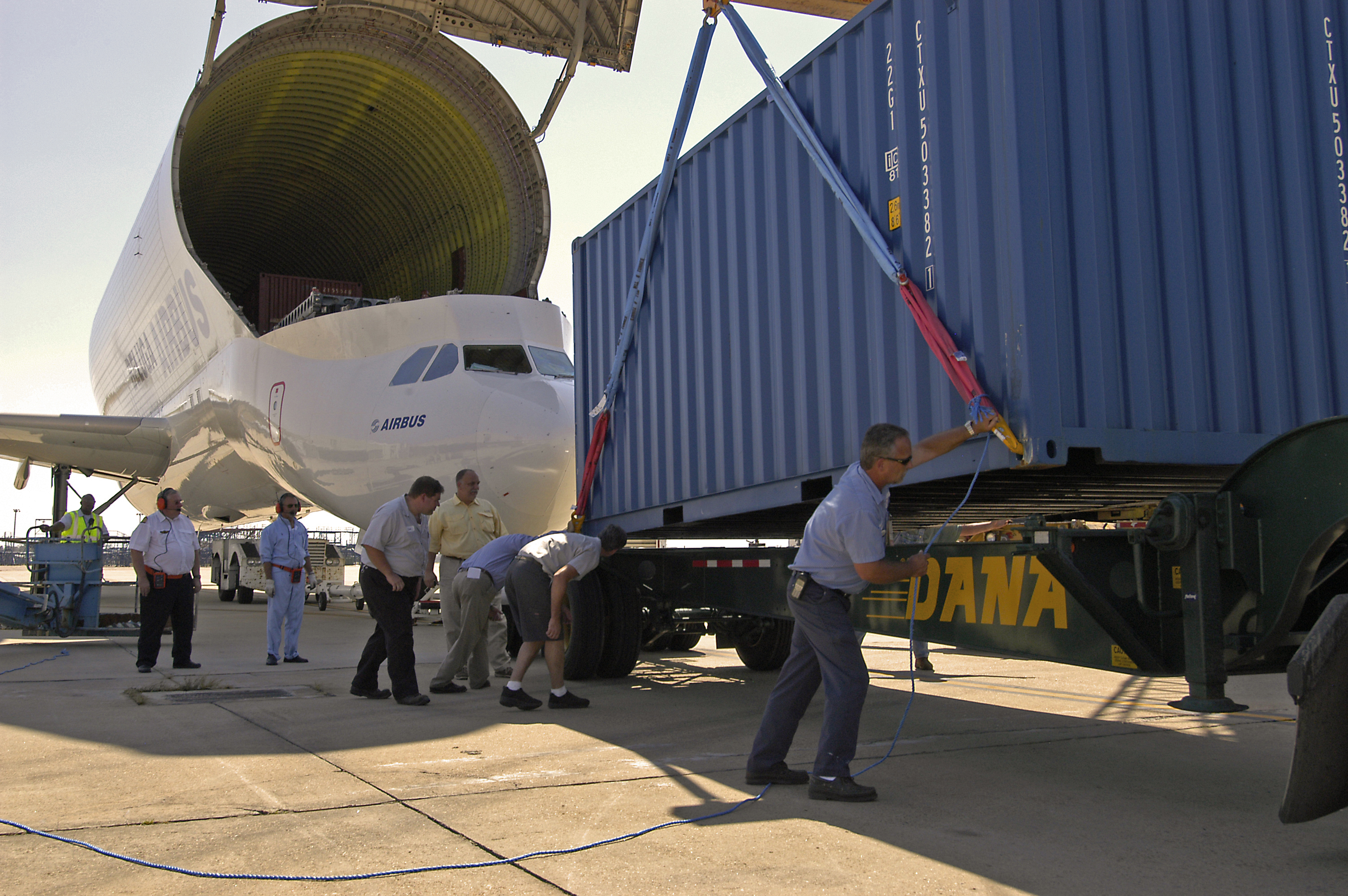
Un A300B4-608ST envoyé de France et du Royaume-Uni à Mobile (Alabama) en septembre 2005.

En Allemagne, le chancelier Gerhard Schröder demande à ses ministres d’examiner ce que le pays peut proposer comme aide, et veut examiner toutes les possibilités. Joschka Fischer, de son côté, répond que « le gouvernement est prêt à fournir toute son assistance et son soutien pour venir à bout de cette horrible catastrophe naturelle ». Huit avions, deux navires, 600 tentes et 1 000 lits de camp, envoyés par la France, et « un détachement de la Sécurité civile de 35 personnes (dont 11 spécialistes des cyclones tropicaux) pourraient immédiatement être mis en place au départ de la Guadeloupe et de la Martinique » d’après le porte-parole adjoint du ministère des Affaires étrangères, Denis Simonneau, un détachement d’intervention catastrophe aéroporté comprenant jusqu’à 60 personnes, 60 groupes électrogènes, 3 motopompes, 3 stations de traitement de l’eau, 1 000 jerricans pliables. Pour le ministère de la Défense : deux avions déjà sur zone et six supplémentaires au départ de la métropole, deux bâtiments de la marine (l’un d’eux transportant un hélicoptère) et un module cyclone de vingt militaires spécialisés en soutien médical. Pour l’assistance aux Français, une mission de soutien en situation de crise composée de cinq agents, dont deux médecins, est envoyée pour renforcer le Consulat général de La Nouvelle-Orléans.
La Croix-Rouge mexicaine, des soldats de l’armée de terre et de la marine ont porté secours aux victimes en envoyant des bateaux, des autobus, des hélicoptères, des véhicules tout terrain ainsi que des vivres et du matériel de secours, pour venir en aide aux sinistrés entre le 4 et le 25 septembre 2005.
L'Arabie saoudite se dit prête à augmenter sa production de pétrole pour compenser toute diminution des approvisionnements du marché pétrolier international causée par le cyclone. Le roi Abdallah ben Abdelaziz Al Saoud déclare « apporter tout ce qui pourrait contribuer à diminuer les retombées du cyclone. » En Australie, un envoi d’équipes de secouristes et une aide financière de 10 millions de dollars australiens. Au Canada, des équipements militaires chargés rapidement sur un bateau. Le Royaume-Uni est prêt à aider dans les efforts de reconstruction des zones dévastées. Le Japon donne 500 000 dollars (403 000 euros) d’aide d’urgence, répartis ainsi : 200 000 dollars (161 000 euros) à la Croix-Rouge américaine, et 300 000 dollars de fournitures d’urgence, notamment des tentes, des couvertures et des groupes électrogènes. Taïwan envoie deux millions de dollars pour aider les sinistrés. Deux avions et des secouristes (avec deux hélicoptères) ont été envoyés sur place par la Russie. Le président du Venezuela, Hugo Chávez, offre, le 7 septembre, l’aide humanitaire de son pays aux victimes de l’ouragan Katrina. « Nous allons diriger environ 10 % de la production, soit 66 000 barils, sans intermédiaires, vers les communautés pauvres, les hôpitaux, les communautés religieuses, les écoles », a déclaré le président vénézuélien. Chavez a également vivement critiqué le gouvernement américain pour son manque de préparation face à cette catastrophe.
L'ONU envoie une équipe d’évaluation et de coordination. Des experts néerlandais arrivent rapidement sur place pour donner des conseils quant à la maîtrise de l'eau et à la construction de digues (ils seront renvoyés aux États-Unis en 2012 pour le même motif).
Cuba proposa d’envoyer à La Nouvelle-Orléans, au Mississippi et en Alabama, dans un délai maximum de 48 heures, un contingent de 1 600 médecins formés pour intervenir dans ce type de catastrophes et 36 tonnes de médicaments. Toutefois, les autorités américaines ne donnèrent aucune réponse, vraisemblablement en raison de l'absence de relations diplomatiques (à l'époque) entre les deux États.

#### Fonds utilisés
Selon un article du Washington Post en date du 29 avril 2007, sur les 854 millions de dollars offerts au gouvernement par des pays étrangers (qualifiés « d'alliés » dans l'article), seulement 40 millions auraient été dépensés pour « les victimes du désastre et la reconstruction » à la date de publication (moins de 5 % de l'ensemble). En outre, une portion importante des 854 millions d'aides offerts n'auraient jamais été réclamés, dont plus de 400 millions sous forme de pétrole (presque la moitié).
Le rapport Transforming the Aid Environment (littéralement « transformer l'environnement de l'humanitaire ») fait valoir que « la manière dont les États-Unis perçoivent l'aide étrangère est peut-être plus compréhensible au vu de leur réaction quand ils sont en position de la recevoir. Quand d'autres pays ont offert 854 millions de dollars en fonds et en pétrole pour aider les zones dévastées par l'ouragan Katrina, ils ont à peine accepté 4,7 % du total, le reste n'ayant jamais été réclamé. Il n'y a aucune raison pour ne pas accepter des ressources disponibles, si ce n'est qu'une aide humanitaire est un outil politique. Les États-Unis souhaitaient éviter l'influence politique qui accompagne les aides pour le pays qui les reçoit ».

### Filmographie
- 2006 : Katrina (When the Levees Broke: A Requiem in Four Acts), téléfilm documentaire américain de Spike Lee.
- 2006 : Déjà vu, film d'action américano-britannique de Tony Scott.
- 2007 : K-Ville, série télévisée américaine diffusée sur la FOX.
- 2008 : Trouble the Water, documentaire américain de Tia Lessin (en) et Carl Deal (en).
- 2008 : L'Étrange Histoire de Benjamin Button (The Curious Case of Benjamin Button), film américain de David Fincher.
- 2009 : Streets of Blood, film d'action américain de Charles Winkler.
- 2010 : Katrina, et après ? (Land of Opportunity), film documentaire de Luisa Dantas.
- 2010 : Hurricane Season, drame sportif américain de Tim Story.
- 2010 : If God Is Willing and Da Creek Don't Rise, documentaire américain de Spike Lee.
- 2010 : Treme, série télévisée américaine de la chaîne HBO créée par David Simon et Eric Overmyer (toujours en production).
- 2013 : Hours, thriller dramatique américain d'Eric Heisserer.